# 朱尚煜
保安懷僖王朱尚煜（1385年11月20日—1410年2月25日），明朝秦藩第一代保安王，秦愍王朱樉第三子，母次妃邓氏，朱元璋孙，鄧愈外孙。

## 生平
洪武十八年十月十八日（1385年11月20日）生。母次妃邓氏。洪武二十二年（1389年），被明太祖召至南京，育于宫中，讀書西廡下。
永樂元年二月十八日（1403年3月10日），封保安王。九月，被欽差太監張泰護送，之國陝西臨洮府。途經西安府時，秦王朱尚炳奏請留居西安城中，以敦同气。於是，設王府於長安縣，在咸寧縣秦府國城外之西。
永樂四年（1406年）四月，前往南京朝見明成祖，同月即返回。
永樂八年正月二十二日（1410年2月25日）薨，享年二十六歲，在位八年，諡號懷僖。十一年後，其庶長子朱志垌襲爵。

## 家庭

### 妻
- 陳氏（－1441年）[8]，饒州千戶陳壐孫女，永樂元年（1403年）封保安王妃[4]。

### 妾
- 趙氏，宣德六年（1431年）封保安懷僖王夫人，生朱志垌[9]。

### 子
- 庶長子：保安悼順王朱志垌

### 女
- 第一女：藍田縣主，儀賓徐榮[10]
- 第二女：洛川縣主，儀賓李賢[11]